# (ماشین دوچرخه) جی پی ال
(ماشین دوچرخه) جی پی ال یک ماشین دوچرخه سواری دوران برنجی بود که در دیترویت، میشیگان توسط شرکت (دوچرخه سواری جی پی ال) ساخته شد و در سال ۱۹۱۳ شکل گرفت، تولید در دسامبر ۱۹۱۳ آغاز شد اما در سال ۱۹۱۴ به پایان رسید.

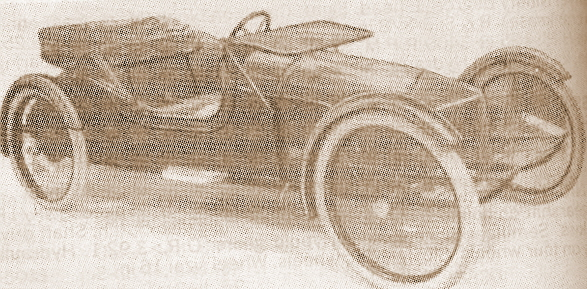
(طرح اصلی)

## تاریخچه
مجهز به موتور چهار سیلندر هوا خنک با گیربکس دنده کشویی بود، سوراخ و سکته ۲+۳ /۴ و ۴ اینچ (۶۹٫۹ و ۱۰۱٫۶ میلی‌متر) برای جابجایی ۹۵٫۰ (۱۵۵۷ حجم مکعب مربعی) و حداکثر قدرت ادعایی ۱۴ اسب بخار (۱۰٫۴ کیلووات) ساخته شده است، طراحی زیر شلواری برای مشخصات کم طراحی شده است، ادعا شد که این وسیله نقلیه ۳۰–۴۰ مایل بر گالن در آمریکا (۷٫۸–۵٫۹ لیتر در ۱۰۰ کیلومتر؛ ۳۶ تا ۴۸ مایل بر گالن) و حداکثر سرعت ۵۰ مایل در ساعت (۸۰ کیلومتر در ساعت) دارد. مدل اصلی یا به عنوان یک رودستر، یک کابریولت یا یک واگن تحویل در دسترس بود.
یک طرح اصلاح شده، مدل اف، در اواسط سال ۱۹۱۴ با تاریخ معرفی قول داده شده سپتامبر ۱۹۱۴ نشان داده شد موتور، در حالی که همان اندازه بود، اکنون با آب خنک می‌شد و ۲۰ اسب بخار (۱۴٫۹ کیلووات) تولید می‌کرد، در حالی که فاصله بین دو محور از ۹۶ به ۱۰۰ اینچ (۲۴۴۰ میلی‌متر به ۲٬۵) افزایش یافت، اما تولید تا پایان سال متوقف شد.